# Konrad Gisler
Konrad Gisler (Flaach, 19 september 1924 - 10 november 2018) was een Zwitsers politicus.

## Loopbaan
Konrad Gisler studeerde aan de landbouwschool. Hij sloot zijn studie in 1943 af. Van 1943 tot 1959 was hij landbouwer en plaatsvervangengd gemeentesecretaris van Flaach. Van 1959 tot 1972 was hij gemeentesecretaris. Van 1972 tot 1977 was hij bestuurder van de Nordostschweizerischer Kässerei- und Milchgenossenschaften (Productschap Kaas- en Melk van Noord-Oost-Zwitserland) te Winterthur.
Gisler was lid van de Zwitserse Volkspartij (voorloper: Boeren-, Arbeiders- en Burgerpartij). Hij zat van 1963 tot 1977 namens de SVP in de Kantonsraad van Zürich, het kantonsparlement. Van 1977 tot 1987 was hij lid van de Regeringsraad van het kanton Zürich. Hij beheerde het departement van Politie en Militaire Zaken.
Konrad Gisler was van 1 mei 1983 tot 30 april 1984 voorzitter van de Regeringsraad (dat wil zeggen regeringsleider) van het kanton Zürich.
Hij overleed in 2018 op 94-jarige leeftijd.